# Menhir von Arenrath
Der Menhir von Arenrath (auch als Teufelsstein bezeichnet) ist ein Menhir bei Arenrath im Landkreis Bernkastel-Wittlich in Rheinland-Pfalz.

## Lage
Der Stein befindet sich in einem Waldstück nur wenige hundert Meter westlich von Bruch, aber bereits auf dem Gemeindegebiet von Arenrath. An seinem Standort verläuft die Banngrenze zwischen beiden Orten.

## Beschreibung
Der Menhir besteht aus Grauwacke oder Sandstein. Beide Gesteinsarten stehen nicht in der unmittelbaren Umgebung an. Er hat eine Höhe von 240 cm, eine Breite von 120 cm und eine Tiefe von 80 cm. Der Stein ist pfeilerförmig und steht nicht mehr aufrecht. An der Westseite weist er eine Vertiefung in Form eines deutschen „z“ auf, die volkstümlich als Teufelspranke interpretiert wird.

## Der Menhir in regionalen Sagen
Nach einer Sage hatte ein Baumeister aus Klausen den Teufel überredet, beim Bau der dortigen Kirche zu helfen, indem er vorgab, es solle ein Freudenhaus bzw. eine Kneipe errichtet werden. Der Teufel erklärte sich daraufhin bereit, Steine heran zu schaffen. Als er eines Tages auf dem Weg von Binsfeld nach Bruch Glockengeläut von der Baustelle vernahm, erkannte er, dass er überlistet worden war und schleuderte wütend den Stein, den er trug, zur Erde. Der Abdruck seiner Pranke ist noch immer zu erkennen.